# Thera cupressata
Thera cupressata là một loài bướm đêm trong họ Geometridae.